# Jim Marshall
Jim Marshall, nome completo James Charles Marshall (Londra, 29 luglio 1923 – Londra, 5 aprile 2012), è stato un imprenditore britannico, un pioniere dell'amplificazione delle chitarre: la sua azienda, la Marshall Amplification, fondata nel 1962, ha creato apparecchiature che vengono utilizzate da alcuni dei più grandi nomi della musica rock, producendo amplificatori con uno status iconico..
Descritto dal Times come un "carismatico innovatore di amplificatori e imprenditore musicale", e chiamato anche The Father of Loud o The Lord of Loud. Marshall fu insignito di un OBE a Buckingham Palace nel 2003 per "servizi all'industria musicale e alla beneficenza". Nel 2009 gli venne conferita la Freedom of the City di Milton Keynes per il suo lavoro nella comunità.

## Biografia
Marshall nacque ad Acton, West London, nel 1923, in una famiglia che comprendeva pugili e artisti di music hall. Da bambino gli fu diagnosticata la tubercolosi ossea e trascorse molti anni in ospedale. Di conseguenza la sua educazione formale ne risentì. Durante la seconda guerra mondiale fu esentato dal servizio militare a causa della sua cattiva salute. Divenne un cantante e poi, a causa della scarsità di musicisti civili disponibili, fece anche il batterista. Abile nel settore elettrico, costruì un sistema di amplificazione portatile in modo che la sua voce leggera e canzonante potesse essere ascoltata dalla sua 
batteria. "Guadagnavo 10 scellini (0,50 sterline) a notte e poiché era tempo di guerra, non avevamo benzina per le auto, quindi andavo in bicicletta con un rimorchio dietro per trasportare la mia batteria e gli armadi PA che avevo costruito! Poi ho lasciato l'orchestra per stare con una band di 7 elementi e nel 1942 il batterista è stato chiamato nelle forze armate e ho preso il suo posto alla batteria".
Per diventare più abile alla batteria e per emulare meglio il suo idolo, Gene Krupa, dal 1946 al 1948 Marshall prese lezioni settimanali da Max Abrams. Negli anni '50, Marshall entrò a far parte della scena musicale inglese e iniziò a insegnare ad altri batteristi, tra cui Mitch Mitchell (The Jimi Hendrix Experience), Micky Waller (Little Richard) e Mick Underwood (The Outlaws con Ritchie Blackmore). Marshall commentò: "Insegnavo a circa 65 alunni a settimana e anche con il gioco, guadagnavo nei primi anni '50 circa 5.000 sterline all'anno (eqv. 2012 a 108.000 sterline), che è stato il modo in cui ho risparmiato per la prima volta i soldi per entrare negli affari".

### Morte
Jim Marshall morì il 5 aprile 2012 in un ospizio di Milton Keynes.  Aveva 88 anni. Gli resero omaggio musicisti come Paul McCartney, Dave Mustaine, Nikki Sixx e Slash:
—Il chitarrista dei Guns N' Roses Slash»
Marshall fu citato, insieme a Leo Fender, Les Paul e Seth Lover, come uno dei quattro antenati delle apparecchiature per la musica rock. Il Download Festival gli intitolò il palco principale al festival del 2012.
Ogni anno il 5 aprile chitarristi di tutto il mondo pubblicano video contenenti 1 minuto di feedback, invece di 1 minuto di silenzio, come tributo.
Il 6 aprile 2013 musicisti e amanti della musica tennero un festival musicale tributo a Hanwell, West London, la città in cui Jim Marshall vendette il suo primo amplificatore. Una targa venne scoperta vicino al sito.